# 13543 Butler
13543 Butler è un asteroide della fascia principale. Scoperto nel 1992, presenta un'orbita caratterizzata da un semiasse maggiore pari a 2,4387496 UA e da un'eccentricità di 0,1418532, inclinata di 8,56374° rispetto all'eclittica.